# Érpatak
Érpatak (1908-ig Hugyaj) község Szabolcs-Szatmár-Bereg vármegyében, a Nagykállói járásban.

## Fekvése
A vármegye déli részén helyezkedik el, a környező települések közül Újfehértótól 7, Geszterédtől 6, a Nagykállóhoz tartozó Ludastótól pedig 3,6 kilométerre.
Különálló településrésze a mintegy 69 lakosú Zsindelyes, mely a község központjától 5 kilométerre északnyugatra található, nem messze Újfehértó vasútállomástól.

### Megközelítése
Közigazgatási határai között áthalad az Újfehértót Nagykállóval összekötő 4912-es út, belterülete közúton csak az abból kiágazó 49 121-es számú mellékúton közelíthető meg. Geszteréddel és Nagykállóval számozatlan, alsóbbrendű utak kötik össze. Határai közt északon elhalad még a 4925-ös út, illetve északnyugati határszéle mellett a 4-es főút is, de lakott területeit mindkettő elkerüli.
A hazai vasútvonalak közül a települést a Budapest–Záhony-vasútvonal érinti – a nyugati határszéle mellett húzódik –, de megállási pontja itt nincs a vasútnak. A legközelebbi vasúti csatlakozási lehetőséget így Újfehértó vasútállomás kínálja, a falu központjától bő 5 kilométerre nyugatra.

## Története
A Nyírség szélére települt község az írott forrásokban a 12. század végén tűnt fel első ízben. A falut 1280-ban a Gutkeled nemzetség-beli István fia, Pál birtokaként jelölik. Az 1332-1335 között a Szent György tiszteletére szentelt egyházának András nevű papjáról maradt fenn írásos említés.
A 17. század végén Butkai Anna kezével egyesült Dessewfy Ferenc kezdte benépesíteni a pusztát zempléni birtokáról áttelepített görögkatolikus, kárpátorosz és szlovén jobbágyokkal.
Érpatak eredeti neve Hugyaj volt, mai nevét 1908-ban kapta.
Hugyaj, kisközség, körjegyzőségi székhely, 238 házzal és 1523 görög katholikus lakossal. Postája, távírója és vasúti állomása Ujfehértó. E község a Zichy-okmánytárban 1329-ben "Hugey", a pápai tizedlajstromban 1332-37 közt "Huge" és "Hevkee" formában fordul elő. A Kállay család levéltárának egyik 1457-ből származó okirata már az akkori írásmód szerint a mai nevén említi. 1411-ben a Buttkay, Ráskay és Márky, 1446-ban a Szokoly, 1457-ben a Kállay és 1466-ban a Málczay család volt a birtokosa, de már a XVIII. század végétől a Dessewffyeket találjuk itt, egész a mai napig. A faluban gör. katholikus és ág. evangélikus templom van. Hugyajhoz tartozik Nagy-Vadas, Zsindelyes és Fövenyes puszta és Ereszkedő telep.

## Elnevezései
A község eredeti neve Hugyaj volt, ami a magyar helynevek nagy részéhez hasonlóan egyszerűen személynévből vált a falu nevévé. Bár az újkorban a nyelvérzék a vizelet jelentésű húgy szót vélte felfedezni a névben, valószínűbb, hogy az eredeti személynévben az azonos hangalakú, de csillag jelentésű szó rejlik, ami azonban éppen az egybeesés miatt már a 16. században szinte teljesen kiveszett a magyar nyelvből.
A Hugyaj nevet a belügyminiszter 1908-ban változtatta a mai Érpatakra. A 20. század elején az egész országban egységes elvek alapján rendezték a helyneveket. Mivel a falu lakói idegenkedtek a gúnyolódásra okot adó történeti elnevezéstől, ezért a képviselő-testület 1906-ban a Cserepes nevet javasolta. Ezzel azonban az Földrajzinév-bizottság nem értett egyet, így 1907-ben a képviselő-testület másik, az itt eredő Ér patakra utaló nevet hozott javaslatba. Ezzel már a törzskönyvbizottság is egyetértett, így 1908-tól, amikor Szabolcs vármegye új községneveit belügyminiszteri rendelettel kihirdették, Érpatak lett a végleges elnevezés.
A Hugy (csillag) mai helyesírásunkban nem azonos alakú a vizeletet jelentő hasonló alakú szóval, mert azt hosszú ú-val irjuk. A csillag jelentésű hugy szavunk nemhogy a XVI. században nem halt ki, hanem Székelyföldön a mai napig lehet hallani, például „Kaszáshuggya”, Kaszáscsillag jelentéssel.

## Közélete

### Polgármesterei
| Időszak   | Polgármester        | Párt        | Megjegyzés                             |
| --------- | ------------------- | ----------- | -------------------------------------- |
| 1990–1994 | Kóczon Pál          | KDNP        |                                        |
| 1994–1998 | Kóczon Pál          | független   |                                        |
| 1998–2002 | Kóczon Pál          | független   |                                        |
| 2002–2005 | Kóczon Pál          | független   | Hivatalában elhunyt.                   |
| 2005–2006 | Orosz Mihály Zoltán | független   |                                        |
| 2006–2010 | Orosz Mihály Zoltán | független   |                                        |
| 2010–2014 | Orosz Mihály Zoltán | független   |                                        |
| 2014–2017 | Orosz Mihály Zoltán | független   | a képviselő-testület feloszlatta magát |
| 2017–2019 | Nagy Imre Attiláné  | független   | Időközi választás 2018. március 25.    |
| 2019–2024 | Nagy Imre Attiláné  | független   |                                        |
| 2024–     | Nagy Imre Attiláné  | Fidesz-KDNP |                                        |

A településen 2005. augusztus 14-én időközi polgármester-választást kellett tartani, az előző polgármester halála miatt.
2016. december 11-ére időközi polgármester-választást (és képviselő-testületi választást) írtak ki a községben, a képviselő-testület szeptemberi önfeloszlatása miatt. Egyik választást sem lehetett azonban aznap megtartani, elegendő számú jelölt hiányában. A Nyíregyházi Közigazgatási és Munkaügyi Bíróság november végén (eljárási hiba miatt) meg is semmisítette a képviselő-testület önfeloszlató határozatát, ami után a helyi választási bizottság visszavonta a választás kiírásáról szóló határozatot. E lépést a Munkáspárt ugyan megtámadta a területi választási bizottságnál, de az helybenhagyta a döntést.
2018. március 25-én ugyancsak időközi polgármester- és képviselő-választást kellett tartani Érpatakon, ugyanis a képviselő-testület 2017. december 19-én feloszlatta magát. Ennek indoka az volt, hogy a képviselő-testület több tagja szerint Orosz Mihály Zoltán polgármester és a faluvezetés nem tudott tételesen elszámolni a kiadásokkal. Érpataknak 2007-től nem volt törvény szerint elfogadott költségvetése. A polgármester-választást Orosz Mihály Zoltán egyetlen kihívója, Nagy Imre Attiláné nyerte, fölényesen (72,18% : 27,82% arányban).

### Önkormányzat, közigazgatás

#### Intézmények
- Orvosi rendelő
- Napközi otthonos óvoda
- Művelődési ház
- 7000 kötettel rendelkező könyvtár és olvasószoba

#### A szociálpolitika érpataki modellje
Az úgynevezett érpataki modell lényege, hogy az önkormányzat minden támogatást megad azoknak, akik együttműködnek és betartják a szabályokat; akik azonban nem, azokat minden lehetséges módon megpróbálják rákényszeríteni erre. Az érpataki modell miatt az önkormányzat első fokon diszkriminációs pert vesztett 2014-ben.

## Infrastruktúra
Az 1821 lelket számláló község 600 lakóházból áll, 95%-a vezetékes vízzel, 75%-a vezetékes gázzal ellátott. Az utak 60%-a aszfalttal és 20%-a útalappal ellátott. Telefonhálózat az egész településen ki van építve. Vezetékes szennyvízhálózattal nem rendelkezik a település.

## Demográfiai helyzet
Népességszám alakulása, népesedés, népszaporodás:
Érpatak lakosságának száma 1960-óta több, mint 1000 fővel csökkent.
Lakónépesség (fő)
- 1960 – 3167
- 1970 – 2518
- 1980 – 2253
- 2000 – 1872
- 2004 – 1821

Területi megoszlásban (2004):
- Belterület:       1749 fő
- Külterület:          72 fő
- Összesen:         1821 fő

A népességszám alakulását a természetes szaporodás, ill. a halálozás, valamint a vándorlási ráta határozza meg.
Az utóbbi években a népesedés csökkenése sajnos nem állt meg, a születések száma nem haladta meg a halálozásokét.
A település népességének változása:
| Lakosok száma | 1692 | 1681 | 1673 | 1629 | 1610 | 1626 | 1618 |
|               | 2013 | 2014 | 2015 | 2021 | 2022 | 2023 | 2024 |

2001-ben a település lakosságának 95%-a magyar, 5%-a cigány nemzetiségűnek vallotta magát.
A 2011-es népszámlálás során a lakosok 82,4%-a magyarnak, 7,1% cigánynak, 0,3% lengyelnek, 0,2% románnak, 0,9% ruszinnak, 0,6% ukránnak mondta magát (17,5% nem nyilatkozott; a kettős identitások miatt a végösszeg nagyobb lehet 100%-nál). A vallási megoszlás a következő volt: római katolikus 18%, református 6,8%, görögkatolikus 40,3%, evangélikus 0,7%, felekezeten kívüli 11,1% (22,2% nem válaszolt).
2022-ben a lakosság 86%-a vallotta magát magyarnak, 3,6% cigánynak, 0,6% ukránnak, 0,4% ruszinnak, 0,3% románnak, 0,2% szlováknak, 0,1-0,1% németnek, bolgárnak, szerbnek, szlovénnek és görögnek, 0,9% egyéb, nem hazai nemzetiségűnek (14% nem nyilatkozott; a kettős identitások miatt a végösszeg nagyobb lehet 100%-nál). Vallásuk szerint 9,9% volt római katolikus, 6,6% református, 30,7% görög katolikus, 1,1% egyéb keresztény, 0,4% evangélikus, 0,1% ortodox, 7% felekezeten kívüli (43,8% nem válaszolt).

## Gazdaság

### Foglalkoztatás
2000-ben Érpatak 30%-a volt aktív kereső és egyharmada állást kereső munkanélküli, eltartottak aránya megközelítette az egyharmadot. Első ízben elhelyezkedők száma elenyésző volt.[forrás?]

### Vállalkozások
Az 1999-től csökkent a vállalkozók száma. Jelenleg 30 egyéni vállalkozót tartanak nyilván. Az egyéni vállalkozók többsége kiskereskedelemmel, vendéglátással és mezőgazdasági szolgáltatással foglalkozik. Zsindelyesen Pálinkafőzde működik, melynek tulajdonosai 2018-ban megnyitották vendéglátásra és esküvők lebonyolítására specializálódott komplexumukat, a Zsindelyes Cottage-t.

### Munkanélküliség
A foglalkoztatásban az 1990-es évektől változást hozott a munkanélküliség rohamos növekedése, erre utalt a munkanélküliségi ráta értéke
2004-ben 20%-os volt a munkanélküliségi ráta.